# 도암면 (강진군)
도암면(道岩面)은 대한민국 전라남도 강진군에 위치한 면이다.

## 개요
도암면은 백련결사의 발상지인 백련사를 비롯하여 1808년~1818년까지 다산 정약용이 기거하였던 다산초당이 있고, 천연기념물 151호인 동백숲(약 1만 그루)이 있으며, 등산객들이 찾아오는 덕룡산, 만덕산 및 백두대간을 왕래하는 땅끝기맥의 일부가 있는 지역이기도 하다.

## 역사
- 940년(태조 23년) : 양무군이 도강군(道康郡)으로 탐진현은 영암군 속현이 되었다.
- 1124년(인종 2년) : 영암속현이 장흥부의 속현이 되었다.
- 조선시대에 영파, 덕서, 계라, 지석, 강정, 덕년리를 파지대면(波之大面)으로 만덕, 학장 용흥, 신기, 항촌, 석문, 수양리는 보암면(寶岩面)이라하고 용월, 벌정, 송천, 사초, 용화 영관리와 해남군의 북평면 월성, 항리, 만수, 좌일, 금당, 내봉, 봉리, 중산, 방축, 남촌리를 백도면(白道面)이라 하였다.
- 1914년 : 행정구역의 개편으로 백도면(白道面)의 월성, 항리, 만수, 좌일, 금당, 내동, 동리, 중산, 방축, 남촌리를 해남군 북평면에 편입시키고, 파지대면(波之大面), 보암면(寶岩面), 백도면(白道面) 일부와 완도군에 속했던 가우도(駕牛島)를 편입하여 도암면(道岩面)이라 개칭(改稱)하고 면사무소를 항촌리 장촌 마을에 설치하였다.
- 1973년 7월 1일 : 영파리(永波里)를 강진읍(康津邑)에 편입시키고 조선시대 백도면 관할이었던 용월, 벌정, 송천, 사초, 용화, 영관리와, 보암면 관내인 수양등 7개리를 분할하여 도암면 관할 신전출장소(薪田出張所)를 설치하였다.
- 1990년 8월 1일 : 행정구역의 변경으로 봉황(鳳凰)마을이 해남군 옥천면에서 도암면으로 편입되었다.[2]

## 법정리
- 덕서리 (德西里)
- 계라리 (桂羅里)
- 지석리 (支石里)
- 강정리 (江亭里)
- 덕년리 (德年里)
- 만덕리 (萬德里)
- 학장리 (鶴掌里)
- 용흥리 (龍興里)
- 신기리 (新基里)
- 항촌리 (項村里)
- 석문리 (石門里)
- 봉황리 (鳳凰里)

## 교육
- 도암초등학교 (석문리)
  - 계라분교 (폐교) - 도암면 해강로 611 (계라리)
  - 산정분교 (폐교) - 도암면 지석로 463-21 (강정리)
- 도암동초등학교 (폐교) - 도암면 학장용산길 271 (용흥리)
- 도암중학교 (석문리)

## 문화재

### 사적
- 정다산유적지

### 천연기념물
- 강진 백련사 동백나무 숲

### 향토문화유산
- 용혈암지